# Cyrtopogon maculipennis
Cyrtopogon maculipennis är en tvåvingeart som först beskrevs av Macquart 1834.  Cyrtopogon maculipennis ingår i släktet Cyrtopogon och familjen rovflugor.
Artens utbredningsområde är Ontario. Arten har ej påträffats i Sverige. Inga underarter finns listade i Catalogue of Life.